# 渥美友里恵
渥美 友里恵（あつみ ゆりえ、5月21日- ）は、日本のモデル、女優。大阪府出身。スプラッシュ所属。身長167 cm。

## 経歴
日本女子大学出身
大学卒業後は大学院に進学。現在の事務所(スプラッシュ)にスカウトされモデルの仕事を始める。多数のCM広告に出演。

大学ではゴルフ部に所属し、週刊ゴルフダイジェストの2017年ビューティクイーンに選ばれた。その後は、週刊ゴルフダイジェストの誌面およびゴルフダイジェストの運営するWEBサイト「ゴルフへ行こうWEB」のルール解説コーナーに登場している。
幼稚園教諭の資格を持つ。

## 出演

### テレビドラマ
- これは経費で落ちません!（2019年7月26日 - 9月27日、NHK） - 高岡奈央子 役[6]
- 真犯人フラグ（2021年10月10日 - 2022年3月13日、日本テレビ） - 目白小夏 役[7]
- それってパクリじゃないですか? 〜新米知的財産部員のお仕事〜

（2023年4月12日 - 6月14日、日本テレビ）- 渡辺役

### TVCM
- キリンビバレッジ「Mets・GET FORCE」
- スポーツ振興くじ「BIG お金持ち入門１」
- キャンディゼリー
- 森永乳業「アロエステヨーグルト」
- KDDI「auの学割天国・合唱」
- ソニー・インタラクティブエンタテインメント「みんなのゴルフ・スマホでみんゴル」
- 花王 花王ビオレU THE BODY
- 明治 (企業) 明治ブルガリアヨーグルト脂肪0「試飲会」
- ニベア花王「エイトフォー 」
- 太陽生命保険「130周年記念」
- マネックス証券「自信がない人」
- スターツコーポレーション ピタットハウス「賃貸 あなたにピタッと」

### WEBCM
- LINE MUSIC「LINE MUSIC」
- Yahoo! JAPAN「なんとか､なる。」
- エースコンタクト「コンタクトレンズデビュー・同僚」
- PwC Japan有限責任監査法人「PwC Japanの新たなワークスタイル」
- アサヒグループ食品 「1本満足バー ギガすぎるマンゾク」

### テレビ番組
- BS-TBS「トレンドクリップ」リポーター

### 広告
- フレーベル館
- 総合資格学院
- レンタショップカネコ
- ディズニーストア
- SoftBank (携帯電話) 「ポイント10倍!女性」
- 旭情報サービス
- 富士フイルム
- ドコモ・バイクシェア 「自転車シェアリングで好きなところへ。」
- ユニ・チャーム 「企業」
- 日本創発グループ

### 雑誌
- ゴルフダイジェストレギュラーモデル
- 集英社 non-no